# ماریا اوکتیابرسکایا

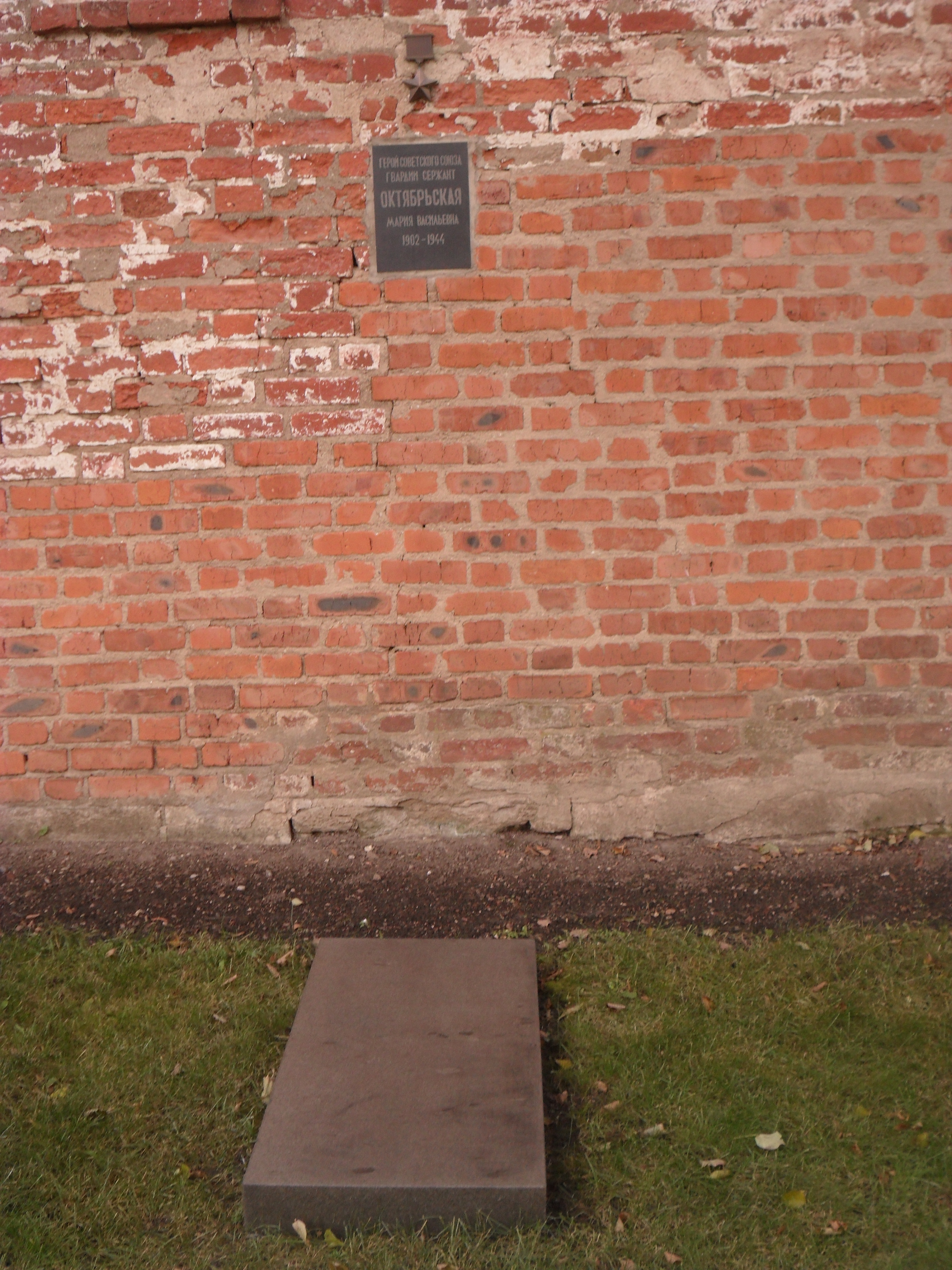

ماریا واسیلیونا اوکتیابرسکایا (روسی: Мария Васильевна Октябрьская؛ ۱۶ اوت ۱۹۰۵ – ۱۵ مارس ۱۹۴۴) راننده تانک اهل شوروی در جریان جنگ جهانی دوم بود.

## زندگی‌نامه
ماریا اوکتیابرسکایا در خانوادهٔ اوکراینی فقیری در شبه‌جزیره کریمه متولد شد. او ۹ خواهر و برادر داشت. در سال ۱۹۲۵ با یک افسر ارتش سرخ ازدواج کرد. پیش از شروع جنگ جهانی دوم در جبهه شرقی، ماریا در یک کنسروسازی و همچنین به عنوان کارور (اپراتور) تلفن کار می‌کرد. او همچنین به عضویت «شورای همسران نظامی‌ها» درآمد و در ارتش سرخ پرستاری، کار با اسلحه، و راندن وسایل نقلیه را آموخت.
زمانی که همسر جوان «ماریا»، که افسر شوروی بود، در اوت ۱۹۴۱ در مبارزه با نازی‌ها در نزدیکی کی‌یف کشته شد، ماریا سرمایه‌اش را برای ساخت و اهدای یک تانک تی-۳۴ به ارتش سرخ هزینه کرد. با مرگ همسرش خشم وجودش را فراگرفت و تصمیم گرفت که برای انتقام خون او به جنگ نازی‌ها برود. او در نامه‌ای به ریاست کمیتهٔ دفاع شوروی عنوان کرد که ۵۰ هزار روبل در یک بانک دولتی نهاده‌است. در این نامه درخواست کرد که این مبلغ جهت تهیهٔ تانک هزینه شود، نام آن تانک را «دوست دختر مبارز» (به روسی: Боевая подруга) بگذارند و خودش را به عنوان رانندهٔ تانک به جنگ بفرستند. مدتی بعد نامه‌ای از طرف استالین به دست ماریا رسید که در آن نوشته شده بود «درخواست شما پذیرفته شد، سلام مرا پذیرا باشید». ماریا که در این زمان ۳۸ ساله بود برای ۵ ماه دورهٔ راندن تانک را گذراند.
در اولین نبرد در ۲۱ اکتبر ۱۹۴۳، اوکتیابرسکایا و همرزمانش با مانور تانک توانستند تیربارهای نازی‌ها را نابود کنند. زمانی که تانک آسیب می‌دید، ماریا در میان رگبار گلوله‌ها از تانک بیرون می‌رفت و آن را تعمیر می‌کرد. او به خاطر دستاوردهایش در این نبرد درجهٔ گروهبانی دریافت کرد. در یکی از نبردها زخمی شد، اما دو ماه بعد با تانکش وارد میدان نبرد شد. اما این بار زمانی که در حال تعمیر تانک بود، گلوله به سرش اصابت کرد. پس از نبرد اوکتیابرسکایا به یک بیمارستان نظامی شوروی در فاستیو منتقل شد و پس از دو ماه در کما بودن در ۱۵ مارس ۱۹۴۴ درگذشت. پس از مرگ وی جایزه قهرمان اتحاد شوروی به او اهدا شد.

## جوایز
وی برندهٔ جوایزی همچون نشان لنین و قهرمان اتحاد شوروی شده‌است.